# Мацукура Кацује
Мацукура Кацује (1598-1538), јапански феудалац из доба шогуната Токугава, поглавар клана Мацукура, мање великашке породице из провинције Хизен на острву Кјушу.

## Клан Мацукура
- Мацукура Шигемаса (1574-1630), добио је 1614. од шогуната Токугава феуд Шимабара у провинцији Хизен, са приходом од 60.000 кокуа. Уз велико оптерећење својих сељака подигао је нови замак Шимабара (1614-1624) и сурово прогонио скривене хришћане, којих је било много на његовом поседу, што је допринело великом устанку за време његовог наследника.[1][2]
- Мацукура Кацује (1598-1538), познат и под именом Мацукура Шигехару, наследио је посед Шимабара 1630. и самовољно удвостручио порезе на 120.000 кокуа. Његова тиранија над локалним сељацима довела је до устанка на полуострву Шимабара (1637-1638). Након угушења устанка натеран је да изврши сепуку.[1][2]